# Haruto Hidaka
Haruto Hidaka (japanisch 日髙 華杜 Hidaka Haruto; * 11. Dezember 2003 in Kumamoto, Präfektur Kumamoto) ist ein japanischer Fußballspieler.

## Karriere
Haruto Hidaka erlernte das Fußballspielen in der Schulmannschaft der Kumamoto Ozu High School sowie in der Universitätsmannschaft der Hōsei-Universität. Zu Beginn der Saison 2025 wurde er an den Erstligisten Shimizu S-Pulse ausgeliehen. Sein Erstligadebüt gab Haruto Hidaka am 28. Juni 2025 (22. Spieltag) im Heimspiel gegen Kashiwa Reysol. Bei der 0:2-Heimniederlage stand er in der Startelf und wurde in der 67. Minute gegen Shin’ya Yajima ausgewechselt.